# Полозові
Полозові (Colubridae) — численна родина змій, до якої входить більше половини усіх сучасних видів, у тому числі види підродини Вужеві (Natricinae, понад 30 родів).

## Розповсюдження
Розповсюджені на усіх континентах окрім Антарктиди. Зустрічаються біля водойм (річки, озера, на морських узбережжях), в тропічних лісах та лісах помірного поясу, в степах та пустелях. В усіх біотопах переважають за чисельністю інші види змій.

## Будова
Розміри від 10 см до 3,5 м. Тіло вкрите зверху однорідною лускою, яка розташована зазвичай правильними поздовжніми рядами. Нижній бік тіла вкривають зазвичай витягнуті впоперек черевні щитки, але іноді усе тіло вкрите лускою. Голова зазвичай врита великими симетрично розташованими щитками.
Відмінними особливостями вужевих є повна відсутність рудиментів кісток таза та задніх ніг, наявність тільки однієї правої легені, довга верхньощелепна кістка, що лежить горизонтально, відсутність рухомих трубчастих зубів тощо. Численні нерухомі зуби цих змій розташовані на верхньощелепній, зубній, крилоподібній та піднебінній кістках та сильно варіюють за розмірами та формою у різних видів. Часто задні верхньощелепні зуби мають збільшені розміри, сплющені з боків та відділені від інших зубів значним проміжком. Також вони можуть мати на передній поверхні заглиблення для стікання отрути. Очі у більшості представників родини добре розвинені. Деякі види мають бінокулярний зір.
Забарвлення досить різноманітне.

## Спосіб життя
Умови життя різних представників родини суттєво відрізняються. Багато видів живуть біля водойм, добре плавають та пірнають, є види що живуть на деревах, є такі, що ведуть рийний спосіб життя. Кормова база вужевих дуже різноманітна та включає безхребетних, риб, земноводних, плазунів, птахів, ссавців. Здобич іноді з'їдають живцем, але частіше спочатку вбивають, придушуючи або впорскуючи отруту. Мають багато природних ворогів. Вужів поїдають хижі птахи та ссавці, а також великі ящірки та змії. 
Парування часто супроводжується шлюбними іграми. Частина видів вужевих відкладає яйця, для інших видів характерне яйцеживородіння. 

## Систематика

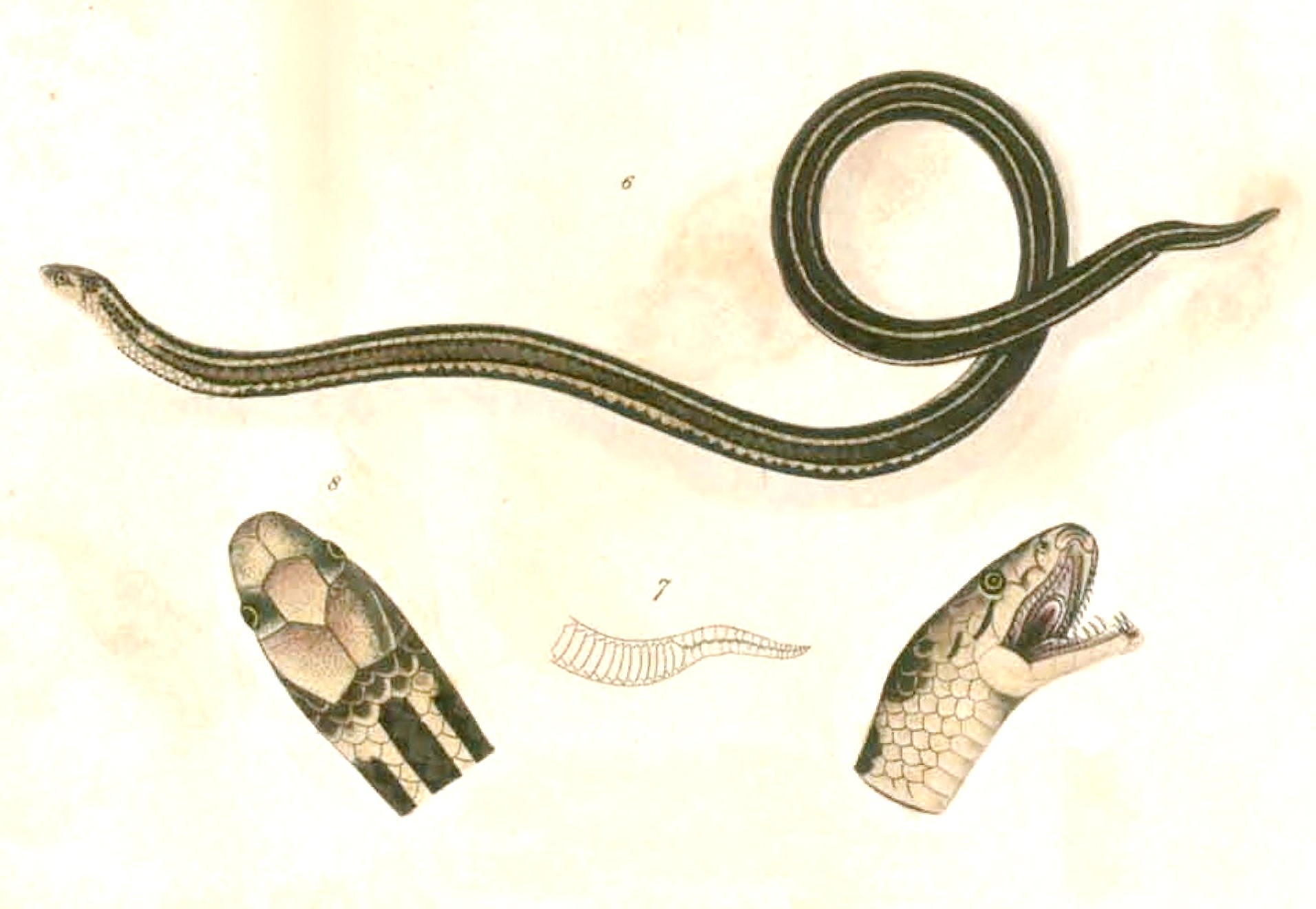
Каламарія з підродини Каламарієві (Calamariinae)

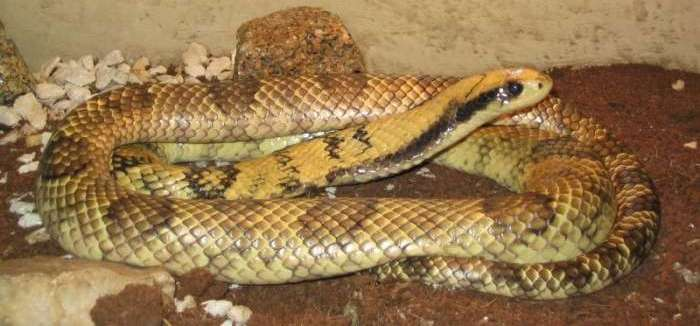
Hydrodynastes gigas з підродини Дипсадинові (Dipsadinae)

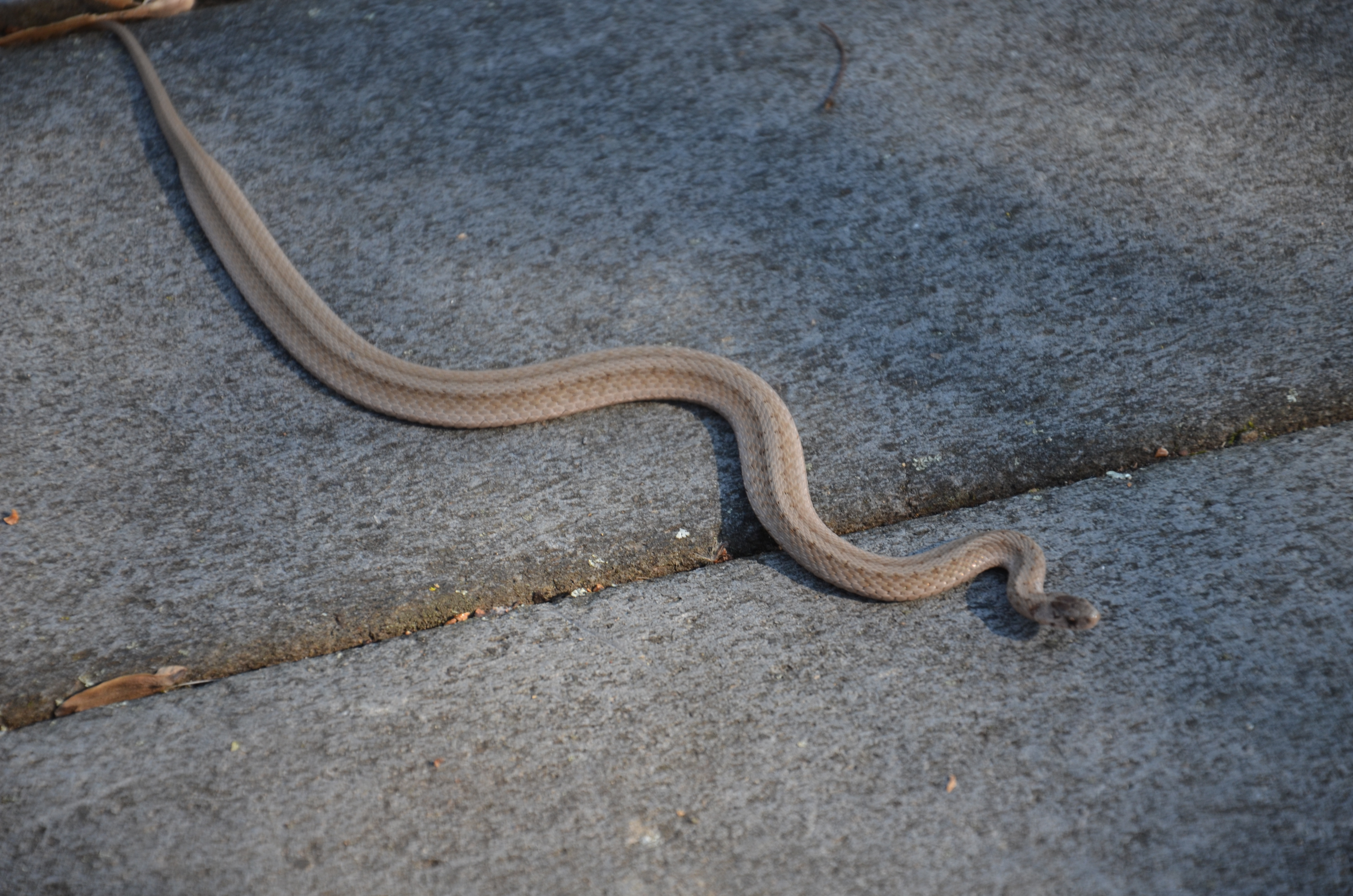
Сторерія з підродини Вужеві (Natricinae)

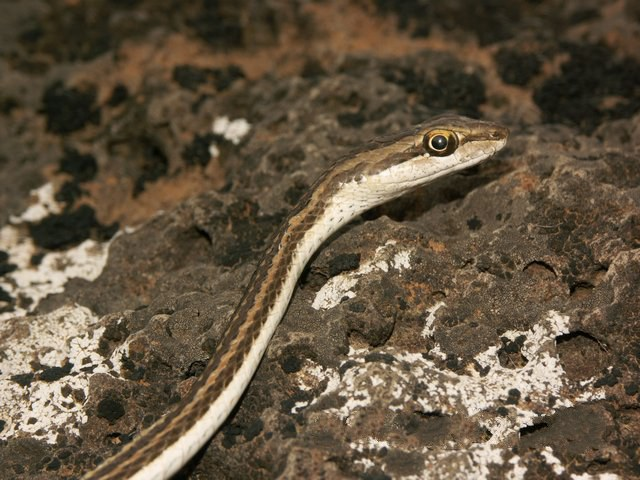
Піщана змія "Зериг" (Psammophis schokari)

Типовий рід родини Полозові (Colubridae) — Полоз (Coluber).
Розрізняють 10 підродин родини Полозових:
- підродина Boodontinae — Боодонтові, 22 роди та 82 види

- підродина Calamariinae — Каламарієві, 7 родів
- підродина Colubrinae — Полозові (підродина), близько 100 родів

- підродина Dipsadinae — Дипсадинові, або Товстоголові змії, 96 родів та 732 види.
- підродина Homalopsinae — Гомалопсові, або Водяні змії, близько 10 родів

- підродина Natricinae — Вужеві, близько 30 родів

- підродина Psammophiinae — Піщані змії (підродина), 8 родів (50 видів)
- підродина Pseudoxenodontinae — Несправжні ксенодонти, 3 роди (13 видів)
- підродина Pseudoxyrhophiinae — близько 20 родів
- підродина Xenodermatinae — Ксенодермові, 5 родів

Невизначене систематичне положення
- Blythia
- Cercaspis
- Cyclocorus(інші мови)
- Elapoidis
- Gongylosoma
- Haplocercus
- Helophis
- Myersophis
- Omoadiphas
- Oreocalamus(інші мови)
- Poecilopholis
- Rhabdops(інші мови)
- Tetralepis
- Thermophis
- Trachischium